# 久保田祐佳
久保田 祐佳（くぼた ゆか、1982年11月15日 - ）は、NHKのアナウンサー。
静岡県静岡市出身。4歳から15年間静岡児童合唱団に所属し、ヨーロッパの演奏旅行・CD録音に参加した。静岡雙葉高等学校、慶應義塾大学文学部卒業後、2005年4月にNHKに入局。静岡放送局を経て2008年4月から東京アナウンス室、2022年8月からラジオセンター。2023年秋から千葉放送局。
2016年10月15日、第1子を妊娠していることが報じられ、その後、自身が担当する『所さん!大変ですよ』（12月15日放送）の番組エンディングにて産前産後休業に入ることを自ら公表した。第1子の長女を出産した後、2017年9月末に産前産後休業から復職。2019年、第2子を出産。2021年6月、第2子の育児休業から復職。

## 担当番組
太字は、現在出演中

### 静岡放送局時代（2005年度 - 2007年度）
- 静岡県のニュース・気象情報・中継など
- おはよう静岡
- 街道てくてく旅 第2シリーズ リポーター（舞阪宿、新居宿、白須賀宿担当）
- 着信御礼!ケータイ大喜利（2006年6月）
- ゆうどきネットワーク（2006年4月 - 2007年3月、関東・山梨・静岡ローカル枠での静岡からの中継を平山佐知子と共に不定期で担当）
- 解体新ショー 司会（2006年10月30日 - 2009年3月13日、東京異動後も担当）

### 東京アナウンス室時代（2008年度 - 2022年7月）
- ブラタモリ （2008年12月13日 - 2012年4月5日・パイロット版、第1シリーズ - 第3シリーズ）アシスタント
- NHKニュースおはよう日本
  - リポーター（2008年3月 - 2010年3月）
  - 首藤奈知子の代理キャスター（2008年9月6日、7日、13日 - 15日、2009年8月15日、16日、9月5日、6日）
  - 礒野佑子の代理キャスター（2008年9月12日）
- 首都圏ネットワーク
  - 「文化流行最前線」リポーター（2008年3月 - 2010年3月）
  - 橋本奈穂子の代理キャスター（2016年2月1日、2日）
- NHKニュース7 サブキャスター（2010年4月 - 2013年3月）（祝日を除く月曜 - 金曜）
- NHKニュース（「ゆうどきネットワーク」内）（16:55 - 17:05）（祝日を除く月曜 - 金曜）
- モバイル週間ニュース（2010年4月 - 2013年3月） 土曜22:50 - 23:00、ワンセグ2、Eテレ）
- 首都圏ニュース845（2011年4月 - 2013年3月）（祝日を除く月曜 - 金曜）
- ニュースウオッチ9代理キャスター（2013年5月7日 - 5月10日、8月5日 - 8月9日）
- 富士山シリーズ ナレーション
- 「コズミックフロント〜発見!驚異の大宇宙〜」（2011年4月3日 - 2015年3月27日、BSプレミアム）ナレーション
- 歌謡チャリティーコンサート（2014年4月29日、内藤剛志と司会進行）
- 突撃!アッとホーム 司会（2013年4月 - 2015年3月）
- MUSIC JAPAN ナレーター（2014年6月30日、水樹奈々の体調不良に伴う代役）
- 名盤ドキュメント（ナレーション）「佐野元春『ヴィジターズ』〜NYからの衝撃作30年目の告白〜」（2014年09月21日）、「はっぴいえんど『風街ろまん』〜日本語ロックの金字塔はどう生まれたのか?〜」（2014年12月30日）
- 所さん!大変ですよ（2014年12月26日、2015年4月 - 2016年12月15日、2018年4月5日 - 2019年3月28日）司会
- バナナ♪ゼロミュージック（2015年3月23日、8月19日、2016年4月23日 - 9月3日）MC
- データなび 世界の明日を読む（2015年4月 - 2016年12月）
- NHKスペシャル「生命大躍進」 ナレーション（2015年5月10日、6月7日）
- コズミックフロント☆NEXT（2015年6月11日 - 、BSプレミアム）ナレーション
- NHKスペシャル「巨大災害 MEGA DISASTER II 日本に迫る脅威」第1集 極端化する気象〜海と大気の大変動〜、第2集 大避難〜命をつなぐシナリオ〜 （2015年9月5日、9月6日）タモリと司会進行
- ワイルドライフ（BSプレミアム）ナレーション（不定期）
- NHKスペシャル ホット・スポット 最後の楽園 ナレーション（不定期）
- クローズアップ現代+（2016年4月 - 2016年12月）
- NHKニュース・気象情報（平日14時、15時、16時 不定期）
- NHKスペシャル「シリーズ 人体」（2017年9月30日 - 2018年3月25日）タモリと司会進行
- ドスルコスル（2018年4月12日 - ）ナレーション
- NHKニュース7（2018年10月22日 - 25日）鈴木奈穂子休暇に伴う代理サブキャスター[8]
- BS1スペシャル「東京ロストワールド 秘島探検の全記録」2019年2月20日、BS1）語り[9]
- Eテレ0655「ナナメ上音頭」ナレーション
- 東京パラリンピックデイリーハイライト
- ニュース シブ5時 （2021年9月27日 - 2022年3月31日）キャスター[注 2]
- NHKニューイヤーオペラコンサート 特別編「それでも、人は歌い続ける！」（2022年1月3日）檀ふみ、黒田博と共に司会
- さわやか自然百景（2022年2月6日「紀伊半島 大塔山系」、2022年5月29日「武蔵野 狭山丘陵」ほか）ナレーション
- NHKスペシャル「ヒューマン・エイジ 人間の時代 プロローグ さらなる繁栄か破滅か」（2022年4月24日）鈴木亮平と司会進行
- 「安倍元首相は何を残したか」（2022年7月31日）司会進行
- 夏休み子ども科学電話相談（2022年8月4日、2022年8月5日）

### ラジオセンター（ディレクター業務→アナウンサー）時代（2022年8月 - 2023年9月）
- NHKニューイヤーオペラコンサート（2023年1月3日）宮本亞門と共に司会進行
- ヴィランの言い分（2022年3月30日 - ）

### 千葉放送局時代（2023年10月 - ）
- ひるまえほっと（千葉県内の情報）
- 花らじ千葉（パーソナリティー）
- FMラジオニュース（随時担当）